# Bouira
Bouira   este un oraș  în  Algeria. Este reședința  provinciei  Bouira.